# Fabrizio Bontempi
Fabrizio Bontempi (Brescia, 1º novembre 1966) è un ex ciclista su strada e dirigente sportivo italiano.
Professionista dal 1989 al 1998, partecipò a cinque edizioni del Giro d'Italia e tre della Vuelta a España. Dopo il ritiro fu direttore sportivo per squadre professionistiche. 

## Carriera
Da dilettante partecipò ai mondiali del 1987 a Villach, ai Giochi del Mediterraneo di Latakia 1988 conquistando la medaglia di bronzo, alla gara pre-olimpica di Renaix (ottenendo il successo) e ai giochi olimpici di Seoul 1988. I principali successi da professionista furono una tappa alla Schwanenbrau Cup nel 1990, il Giro dei Sei Comuni nel 1993 e una tappa al Boland Bank Tour nel 1997. Partecipò a cinque edizioni del Giro d'Italia e tre della Vuelta a España.
Dal 2003 al 2013 è stato direttore sportivo della Lampre affiancando Giuseppe Saronni.

## Palmarès
- 1986

Coppa Caduti Nervianesi
- 1987

Coppa d'Inverno
Coppa Fiera di Mercatale
Classifica generale Grand Prix Kranj
- 1988

Coppa d'Inverno
Milano-Busseto
- 1990

2ª tappa Schwanenbrau Cup (Gerlingen > Waiblingen)
- 1993

Gran Premio di Mendrisio
- 1995

Gran Premio Industria e Commercio di Prato
- 1997

7ª tappa Boland Bank Tour (Worcester > Ceres)

### Altri successi
- 1990

Classifica combinata Vuelta a Andalucía

## Piazzamenti

### Grandi Giri
- Giro d'Italia

1992: 136º
1993: 112º
1995: 87º
1996: 52º
1997: 102º
- Vuelta a España

1990: ritirato (14ª tappa)
1993: 96º
1994: ritirato (9ª tappa)

### Classiche monumento
- Milano-Sanremo

1989: 112º
1990: 99º
1991: 76º
1992: 181º
1993: 45º
1995: 13º
1996: 41º
1997: 54º
1998: 97º
- Giro delle Fiandre

1994: 78º
1995: 27º
- Parigi-Roubaix

1995: 73º
- Liegi-Bastogne-Liegi

1996: 20º
- Giro di Lombardia

1991: 85º
1992: 36º
1993: 67º
1998: 36º

### Competizioni mondiali
- Mondiali su strada

Villach 1987 - In linea dilettanti: 13º
- Giochi olimpici

Seul 1988 - In linea: 16º